# Córdoba Bulls
El Córdoba Bulls es un club de fútbol americano de la ciudad de Córdoba, España. Fundado en 2011, sus disciplinas deportivas son el fútbol americano y el fútbol flag.